# Gwiffred petit
Gwiffred petit, der Kleine König (walisisch brenhin bychan), ist eine Sagengestalt aus der Keltischen Mythologie. Er ist eine Nebenfigur in der mittelkymrischen Erzählung Gereint fab Erbin („Gereint, Erbins Sohn“), einer der „drei Romanzen“ (Y Tair Rhamant).

## Gereint fab Erbin
Gwiffred petit ist der Herrscher über ein Tal und eine Burg, zu der Gereint und Enid während ihrer Abenteuerfahrt hinkommen.
„Herr“, sprach Gereint, „sag mir, wem dieses schöne Tal und die Burgstadt dort gehören.“ – „Ich sage es dir gern“, war die Antwort, „Gwiffred petit nennen ihn die Franzosen und den Kleinen König die Waliser.“
Vom Auskunftsgeber erfährt Gereint, dass Gwiffred mit jedem kämpft, der es wagt, die Brücke zu seinem Tal zu überschreiten. Gereint will nicht von seinem Weg abweichen und reitet weiter, da sieht er sich plötzlich verfolgt.
„[…] hinter sich einen Ritter auf einem gewaltig-starken, mächtig ausschreitenden, breithufigen und weitbrüstigen Schlachtross, und niemals hatte er einen kleineren Mann gesehen, als er nun erblickte.“
Da sich Gereint weigert, Buße für das Betreten des Tales zu leisten, kämpfen sie heftig mit den Lanzen gegeneinander, wobei Gwiffred wegen seiner kleinen Gestalt nur schwer zu treffen ist. Gereint wirft ihn schließlich vom Pferd und im Fußkampf mit den Schwertern kann er den Kleinen König so schwer treffen, dass dieser um Gnade bittet. Gereint gewährt sie ihm gegen das Versprechen der Freundschaft, weigert sich aber, seine Wunden in der Burg Gwiffreds behandeln zu lassen und reitet mit Enid weiter.
Als Gereint später beim Sieg über drei Riesen tödlich verwundet wird und den Grafen Limwris mit letzter Kraft erschlägt, weil dieser Enid bedrängt und ohrfeigt, kommt Gwiffred petit ihm zu Hilfe, bringt ihn auf das Schloss seines Schwagers und lässt ihn von den besten Ärzten wieder heilen. Er begleitet die beiden auch zum letzten Abenteuer, dem Kampf gegen den Nebelzauber, und geleitet sie sicher in ihr Königreich zurück.

## Matière de Bretagne
In den Roman-Versionen der Matière de Bretagne von Chrétien de Troyes’ Gedicht Erec et Enide lautet der Name des Kleinen Königs ebenfalls Gwiffred petit. Birkhan schließt daraus, dass diese französische Vorlage dem Autor des walisischen Erzählung zur Verfügung stand – auch der Name des Grafen Limwris ist mit dem französischen Limors identisch.